# Gnatholeophanes octosignatus
Gnatholeophanes octosignatus is een keversoort uit de familie boktorren (Cerambycidae). De wetenschappelijke naam van de soort is voor het eerst geldig gepubliceerd in 1901 door Kolbe.